# Laurent Mangel
Laurent Mangel (Vesoul, 22 mei 1981) is een Frans voormalig wielrenner.

## Belangrijkste overwinningen
2004
- 2e etappe Tour Nord-Isère
- Eindklassement Tour Nord-Isère
- 1e etappe Ronde van Bretagne
- 5e etappe Ronde van Bretagne
- Eindklassement Ronde van Bretagne

2005
- 2e etappe Boucles de la Mayenne

2006
- 4e etappe Ronde van Langkawi

2009
- 3e etappe Ronde van Bretagne

2010
- 4e etappe Ronde van Wallonië
- Classic Loire-Atlantique

## Resultaten in voornaamste wedstrijden
| Jaar | Ronde van Italië | Ronde van Frankrijk | Ronde van Spanje |
| ---- | ---------------- | ------------------- | ---------------- |
| 2005 |                  |                     |                  |
| 2006 |                  |                     |                  |
| 2007 | 112e             |                     |                  |
| 2008 | 93e              |                     |                  |
| 2009 |                  |                     |                  |
| 2011 |                  | 122e                |                  |
| 2012 |                  |                     |                  |
| 2013 |                  |                     | opgave           |
| 2014 |                  |                     | 153e             |

| Jaar | Gent-Wevelgem | Ronde van Vlaanderen | Parijs-Roubaix | Luik-Bast.‑Luik | Eschborn-Frankfurt | Parijs-Tours |  | Wereldranglijsten |
| ---- | ------------- | -------------------- | -------------- | --------------- | ------------------ | ------------ |  | ----------------- |
| 2005 |               |                      | opgave         |                 |                    | 152e         |  |                   |
| 2006 |               |                      | 98e            |                 |                    |              |  |                   |
| 2007 | 113e          | 66e                  | opgave         |                 |                    |              |  | 167e (UPT)        |
| 2008 | 108e          |                      | opgave         |                 |                    | 148e         |  |                   |
| 2009 |               |                      |                |                 |                    | 124e         |  |                   |
| 2011 |               |                      |                | opgave          | 7e                 |              |  |                   |
| 2012 |               |                      | 81e            | opgave          |                    |              |  |                   |
| 2013 |               |                      |                |                 |                    | opgave       |  |                   |
| 2014 |               |                      |                | opgave          |                    |              |  |                   |

## Ploegen
- 2005-Ag2r Prévoyance
- 2006-Ag2r Prévoyance
- 2007-Ag2r Prévoyance
- 2008-AG2R La Mondiale
- 2009-Besson Chaussures-Sojasun
- 2010-Saur-Sojasun
- 2011-Saur-Sojasun
- 2012-Saur-Sojasun
- 2013-FDJ
- 2014-FDJ.fr